# Josip Vandot
Josip Vandot, slovenski mladinski pisatelj, * 15. januar 1884, Kranjska Gora, † 11. julij 1944, Trnjanski Kuti (Hrvaška).
Njegovo najbolj znano literarno delo je trilogija mladinskih planinskih zgodb, v katere kot glavnega junaka postavi desetletnega fantiča z imenom Kekec.

## Življenje
Rodil se je kot deseti otrok v železničarski družini v Kranjski Gori (včasih tudi Borovska vas), ki je s svojo gorsko okolico tudi dogajališče njegovih mladinskih planinskih pripovedi. Oče mu je bil Franc, mati mu je bila Neža (rojena Robič). Po osnovni šoli v Kranjski Gori je leta 1895 nadaljeval šolanje na gimnaziji v Novem mestu. Po maturi leta 1905 je želel študirati medicino, vendar ga starši niso mogli vzdrževati, zato je začel delati pri železnici v Šentvidu ob Glini, blizu Celovca. Napeti odnosi med Slovenci in Nemci na slovenskem Koroškem so mu zagrenili službovanje, ni prenašal podcenjevanja slovenskega, zato je službo pustil in ostal nekaj časa doma za pastirja. Na materino željo se je ponovno zaposlil kot železniški uradnik, zato se je veliko selil po Koroškem, Štajerskem, Primorskem, Hrvaškem in Italiji. V Trstu se je poročil s Tržačanko Drago Briščikovo, ki mu je rodila hčer Jelko. S službo, ki jo je opravljal, se nikakor ni mogel sprijazniti, zato se je že leta 1922 odločil za upokojitev in se posvetil pisateljevanju. Najprej je živel v Ljubljani, nato v Slovenski Bistrici, potem pa se je malo pred vojno z družino preselil v Maribor. Junija 1941 je moral zaradi okupatorja kreniti na pot pregnanstva skupaj z mnogimi zavednimi Slovenci. Hude čase je delil z ženo, hčerko in vnukinjo v Slavonski Požegi, nato v Brčkem, v bližini Travnika (Bosna), Slavonskem Brodu, od koder so se zaradi bombnih napadov umaknili v Trnjanske Kute. Tam je med bombardiranjem 11. julija 1944 izgubil življenje, žena, hčerka in vnukinja pa so bile huje ranjene. Po vojni so njegove ostanke prepeljali na ljubljanske Žale.

## Delo
»Svet junakov pisatelja Josipa Vandota je svet prešernosti, svetlega zaupanja v življenje, spoštovanja do narave in tistih odločilnih vrednot, mimo katerih ne more nobena vzgoja in se ne bi smelo razvijati nobeno mlado življenje.«

Silvester Čuk, Ognjišče, julij 2004
V gimnaziji je pisal otroške pesmi in črtice, ki jih je objavljal v Domu in svetu in v mladinskih listih Zvonček, Vrtec in Angelček; med drugim je v nadaljevanjih izhajala njegova tragična mladinska povest ob začetku Prve svetovne vojne Pastirček Orenček. Poznan je tudi po daljših mladinskih planinskih pripovedih s pravljično tematiko, tematiko divjih lovcev in pastirskega življenja. Najbolj znana je serija daljših mladinskih pripovedi pastirskega življenja o Kekcu. Prva od Kekčevih zgodb, Kekec na hudi poti, je izšla leta 1918 v Vrtcu, druga, Kekec na volčji sledi, leta 1922 v Zvončku in tretja, Kekec nad samotnim breznom, leta 1924 v Zvončku.
Med 1929 in 1933 je bil eden najzvestejših sodelavcev kulturne revije Odmevi, kamor je pisal kritike, ocene in študije o mladinski (otroški) literaturi. V letih 1936 in 1939 je v samozaložbi izdal ponatis pripovedke Kekec na hudi poti kot prvo knjigo zbirke Kekec z naših gora in knjigo z naslovom Prerok Muzelj, "povest izpod Špika". Napisal je še mnogo drugih krajših povesti, Potovanje naše Jelice, Kocljeva osveta, Ob siničjem pogrebu, Sin povodnega moža, Ko je bil ded še mlad, Mihec gre v Korotan, Leš v zameni in druge. Pripovedi je objavljal tudi v železničarskih publikacijah Zadružni koledar oz. Koledar Nabavljalne zadruge uslužbencev državnih železnic v Sloveniji (1939) in Zadrugar (1932–1941).
Celotno njegovo delo obsega kakih dvesto petdeset črtic in povesti ter čez dvesto pesmi, ki pa bodisi še niso bile objavljene bodisi so raztresene po časnikih in revijah, npr. daljša pripoved Begunci (Edinost 1916). Ves čas pregnanstva je zapisoval vtise o trpljenju, ki ga je prestajal skupaj z družino. Precej rokopisov so mu 1941, ko so okupirali mesto Maribor, zasegli Nemci. Zažgali so okrog tri tisoč knjig, med njimi tudi zapiske novih mladinskih povesti, na primer četrti del povesti o Kekcu. Ohranili so se le rokopisi pesmi in spomini.
Edina zbirka poezije Bele noči: gorska romanca, ki jo je izbral in uredil Benjamin Gracer, je izšla šele leta 1991.

## Kekec
Jedro njegovega mladinskega pisanja je med 1918 in 1924 objavljena serija planinskih pripovedi o 8 do 10 let starem Kekcu, dobrem in pogumnem dečku, sposobnem mnogih junaških dejanj. Pravljične motive za svoje povesti je avtor vzel iz ljudskega pripovedovanja. Pripovedi Kekec na hudi poti, Kekec na volčji sledi in Kekec nad samotnim breznom (prvo iz trilogije je objavil leta 1936 tudi knjižno pod naslovom Kekec iz naših gora) so obilno ponatiskovane in prevajane (v srbohrvaščino, slovaščino, albanščino, romunščino, japonščino), dramatizirane in ekranizirane. Po tej uspešnici je bil posnet prvi slovenski mladinski celovečerni film: Kekec, 1951. Z dvema nadaljevanjema, Srečno, Kekec, 1963, ki je bil prvi barvni slovenski film, in Kekčeve ukane, 1968, je Kekec postal nacionalna znamenitost. Film Kekec je prvi slovenski film, ki je dobil mednarodno nagrado - zlatega leva v kategoriji otroških filmov na Beneškem filmskem festivalu leta 1951. Filmski strokovnjaki so pohvalili izbiro filmske zgodbe in naravno igro otrok. Vse filme je režiral Jože Gale. Trilogija o Kekcu je bila prirejena za slikanico, ob filmu pa sta postali popularni tudi otroški popevki Dobra volja je najbolja Franeta Milčinskega - Ježka in Marjana Kozine ter Kekčeva pesem Kajetana Koviča in Marjana Vodopivca. 
Kekec je veder pastirček, ki rešuje svojo otroško prijateljico iz rok divjih lovcev, divjih mož in žena, je pri tem ujet, a z zvijačnostjo, pogumom in pomočjo zvestega psa vedno znova pobegne in celo dobi od pravljičnega bitja kako čudodelno zdravilo za svoje bližnje.

## Poimenovanja
Po Josipu Vandotu se imenujejo ulice v Ljubljani, Mariboru in Novem mestu ter osnovna šola v Kranjski Gori. V Kranjski Gori se je mogoče podati na obhod po Vandotovih točkah, do parka s kipom Kekca, pisateljeve rojstne hiše ter Liznjekove domačije, ki jo upravlja Gornjesavski muzej Jesenice in kjer je v kleti stalna razstava o Vandotovem življenju in delu.
Po junaku Vandotove planinske pripovedke, Kekcu, so poimenovani planinski izleti na Oddelku za slovenistiko Filozofske fakultete v Ljubljani, Kekčeve poti, izleti v knjigi Kekčeva potepanja, Franja Brgleza, in osnovnošolska izletna točka Kekčeva dežela v Kranjski Gori.

## Navedek
Na Vandotovi rojstni hiši je spominska tabla z naslednjim zapisom:
Tukaj rodil se je Josip Vandot,
pisal je knjige za mladi rod.
Živ ohranili mu bodo spomin
Kekec in Mojca in Kosobrin.